# Сол Левітт

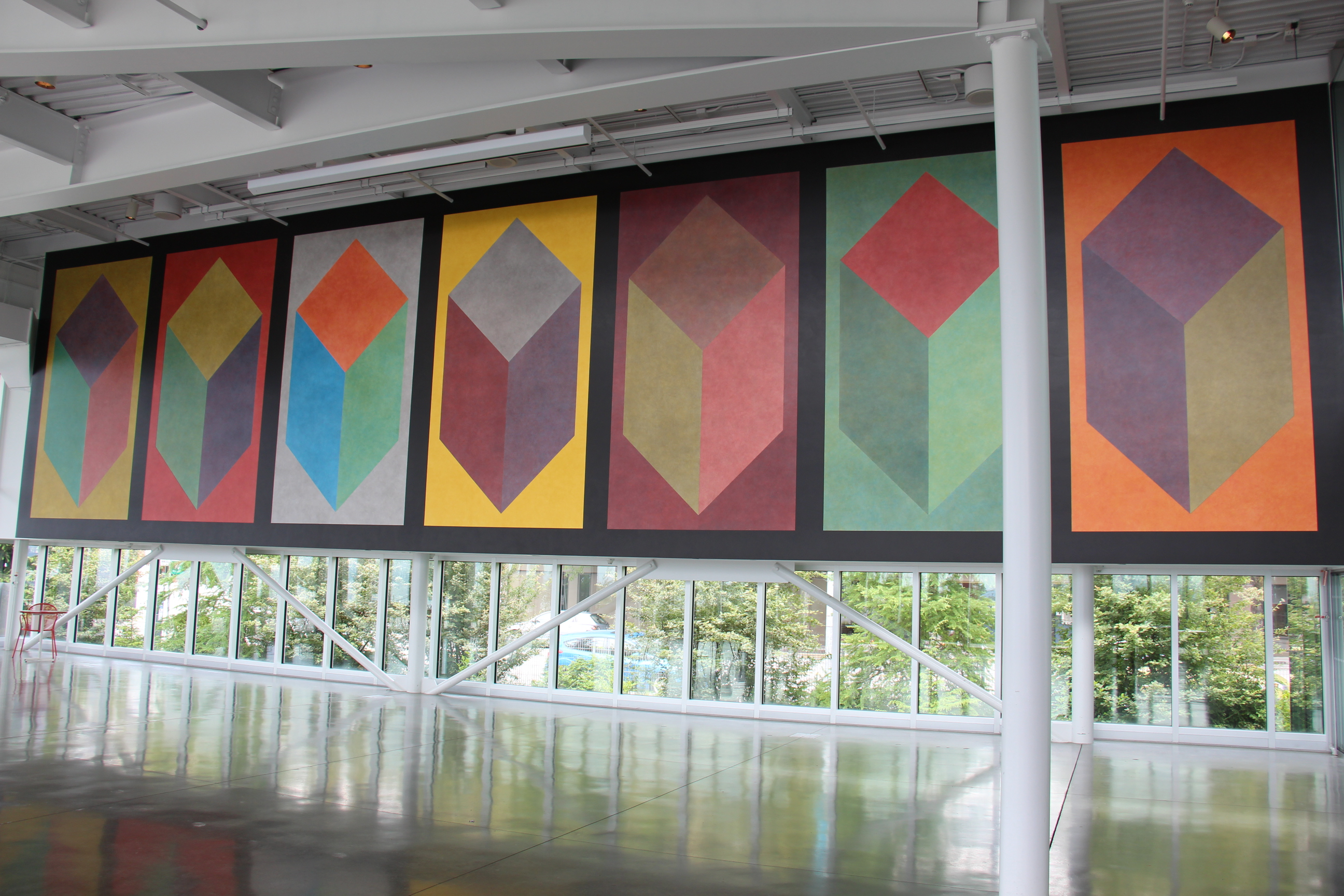
Центр відвідувачів Олімпійського парку скульптур, Сіетл, США

Замок Ойрон, кімната геометричних фігур, художник Сол ЛеВітт

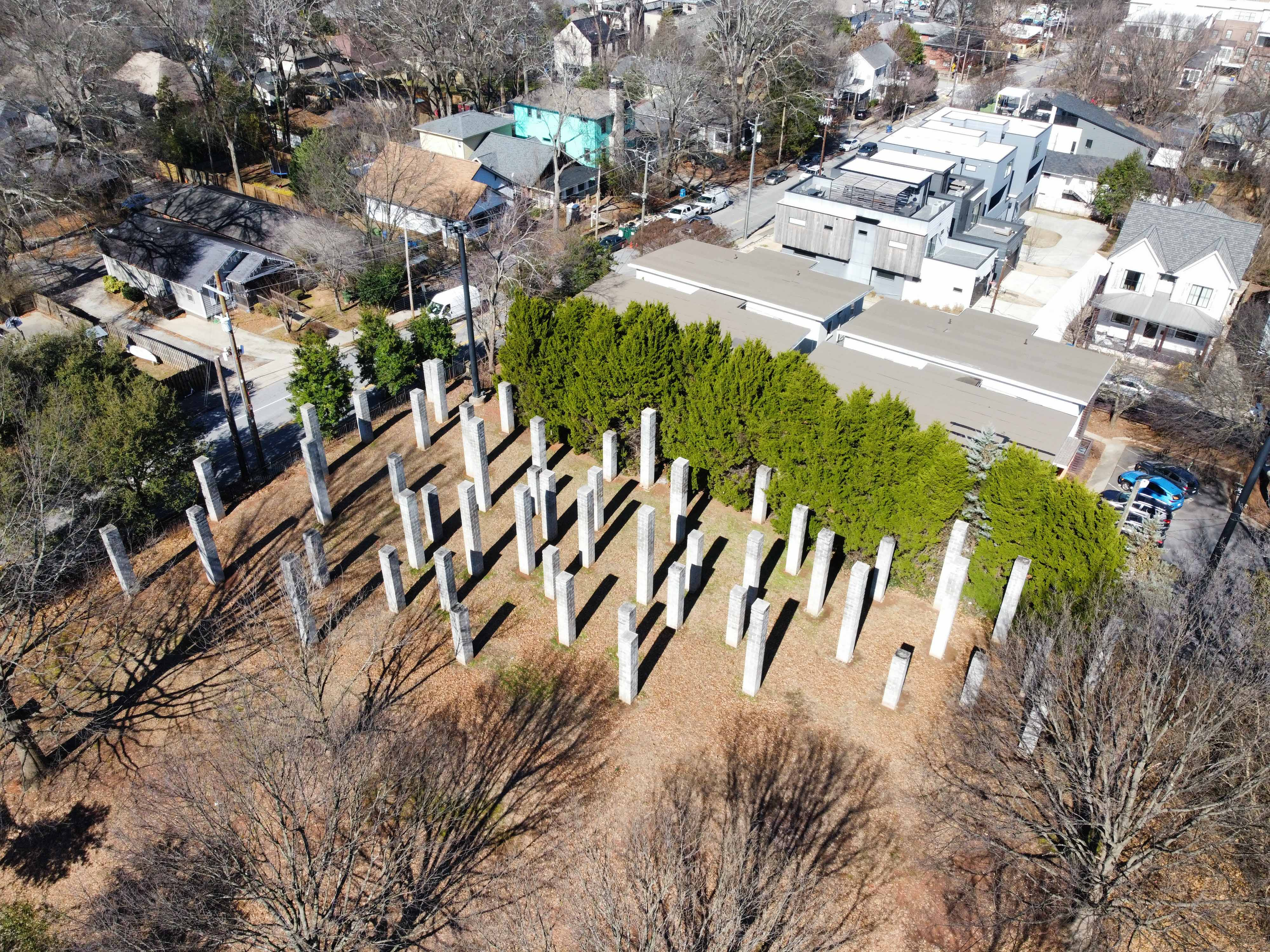
Drone View of 54 Columns - Art installation in Atlanta by Sol LeWitt

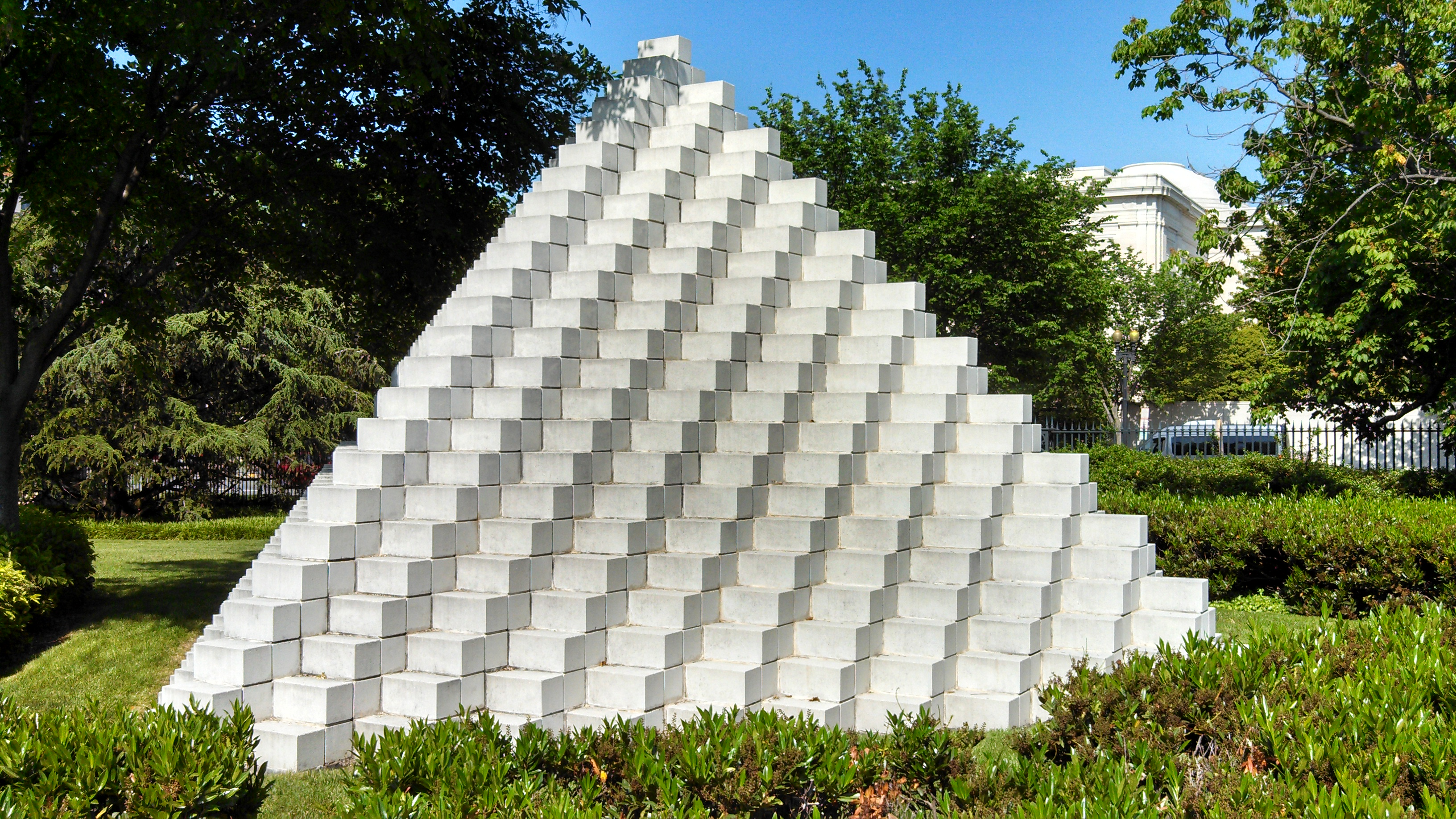
Four-sided Pyramid by American artist Sol Lewitt (1928-2007) Concrete and mortar

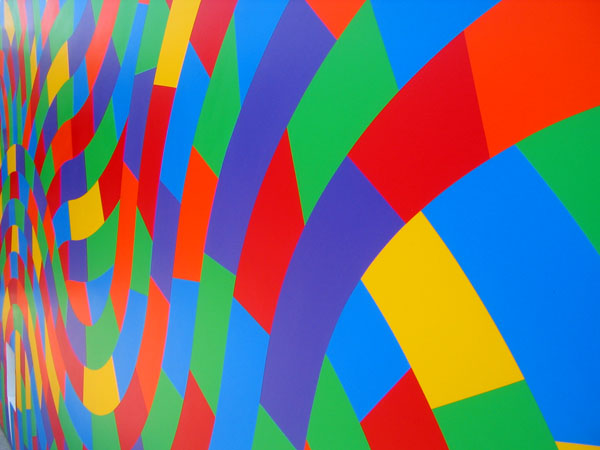

Сол ЛеВітт (англ. Sol LeWitt; 1928—2007) — американський художник, одна з ключових фігур мінімалізму і концептуалізму, автор теоретичних робіт з концептуалізму.

## Біографія
Соломон ЛеВітт народився в 1928 році в місті Гартфорд (США) в сім'ї єврейських емігрантів з Росії. Його батько був лікарем, мати — медсестрою. Його батько помер, коли Солу було лише шість років. За підтримки матері він відвідував уроки мистецтва в Wadsworth Atheneum у Гартфорді. 

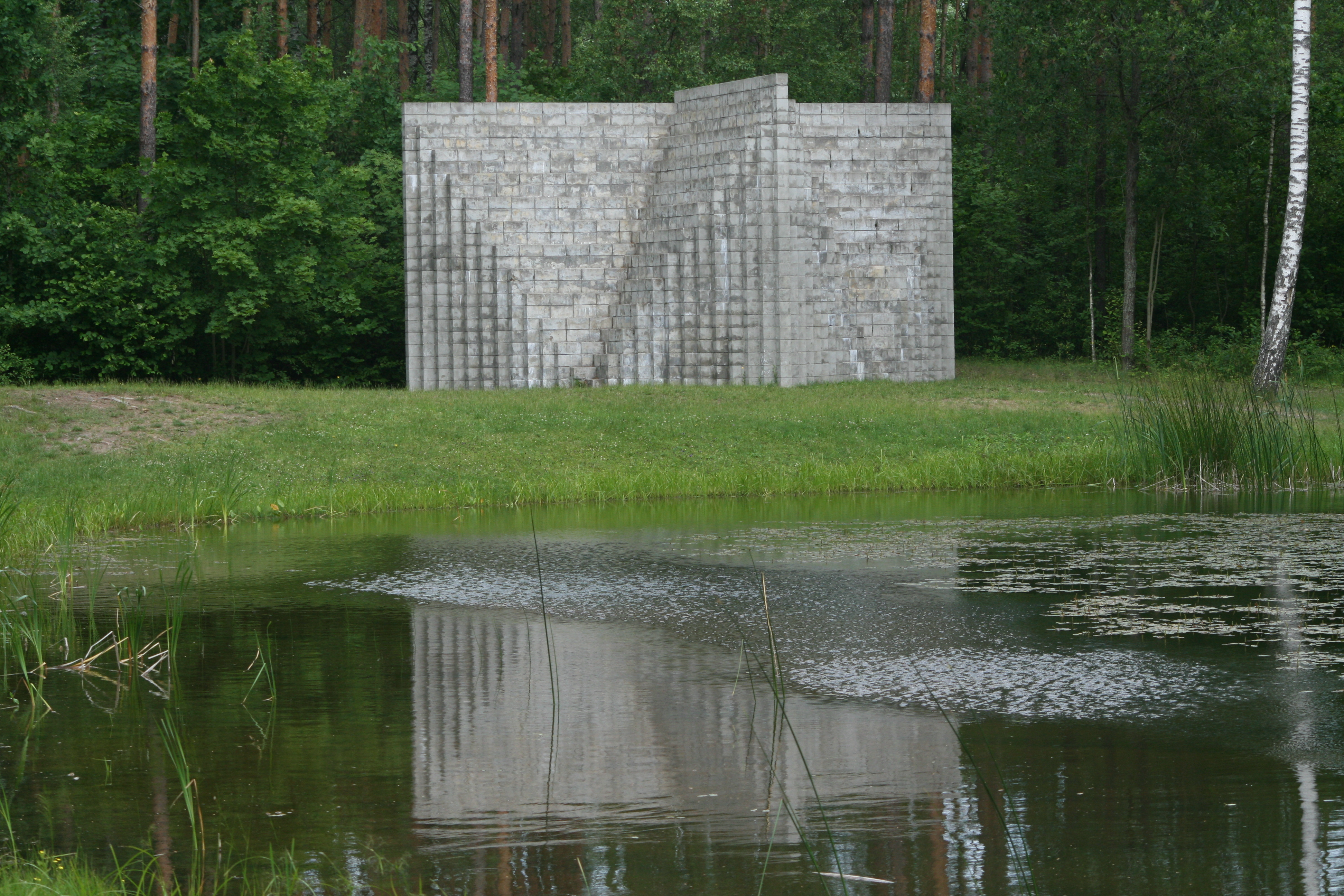
Сол Ле Вітт. Double Negative Pyramid. Парк Європи, Литва

У 1945-1949 р.р. вивчав мистецтво в Сіракузькому університеті, після закінчення навчання подорожував по Європі.

Був призваний до війська в 1951 році, брав участь в Корейській війні: служив спочатку в Каліфорнії, потім в Японії і Кореї в якості художника-оформлювача, розробляючи на службі дизайн плакатів. Він відвідав багато святинь і храмів у Кореї та Японії.

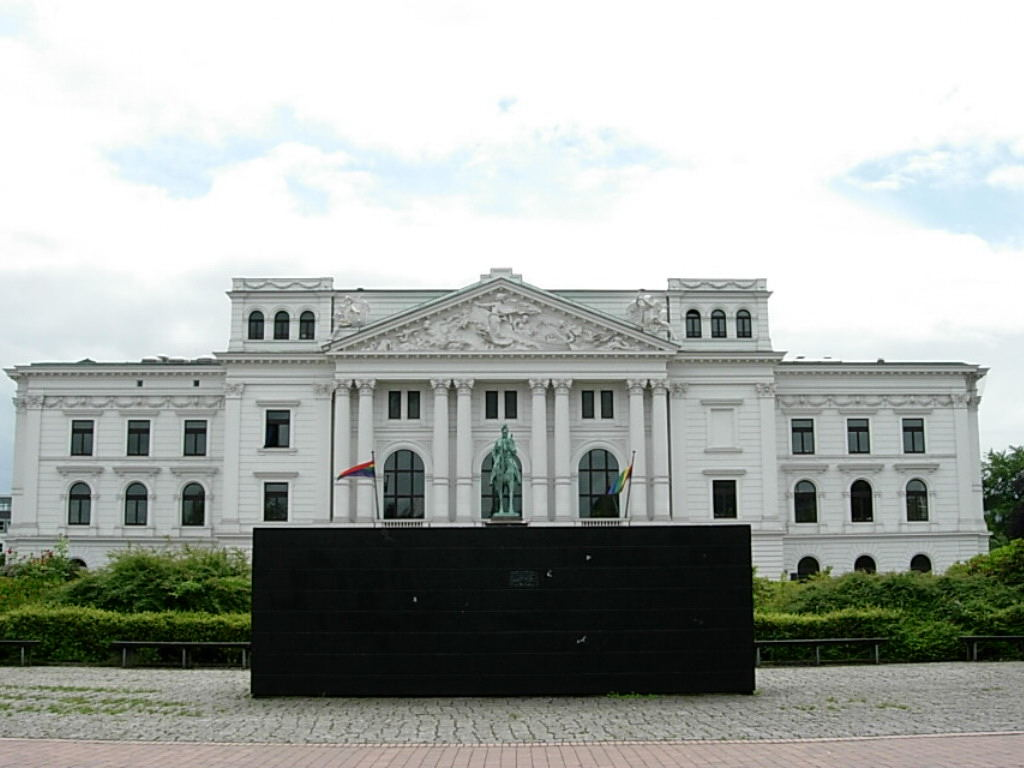
Сол Ле Вітт. Black Form Dedicated to the Missing Jews. Альтона, Гамбург, Німеччина

Переїхав в Нью-Йорк в 1953 році, де заснував свою першу художню майстерню, паралельно працюючи в журналі Seventeen графічним дизайнером. Він також відвідував заняття в Школі візуальних мистецтв на Мангеттені. У 1955-1956 р.р. працював графічним дизайнером (за іншими джерелами, креслярем) у архітектора І.М. Пея.
Близько 1960-1965 років він працював клерком (нічним портьє) в Музеї сучасного мистецтва Нью-Йорку і познайомився з Люсі Ліппард, Деном Флавіном, Робертом Мангольдом і Робертом Райманом.

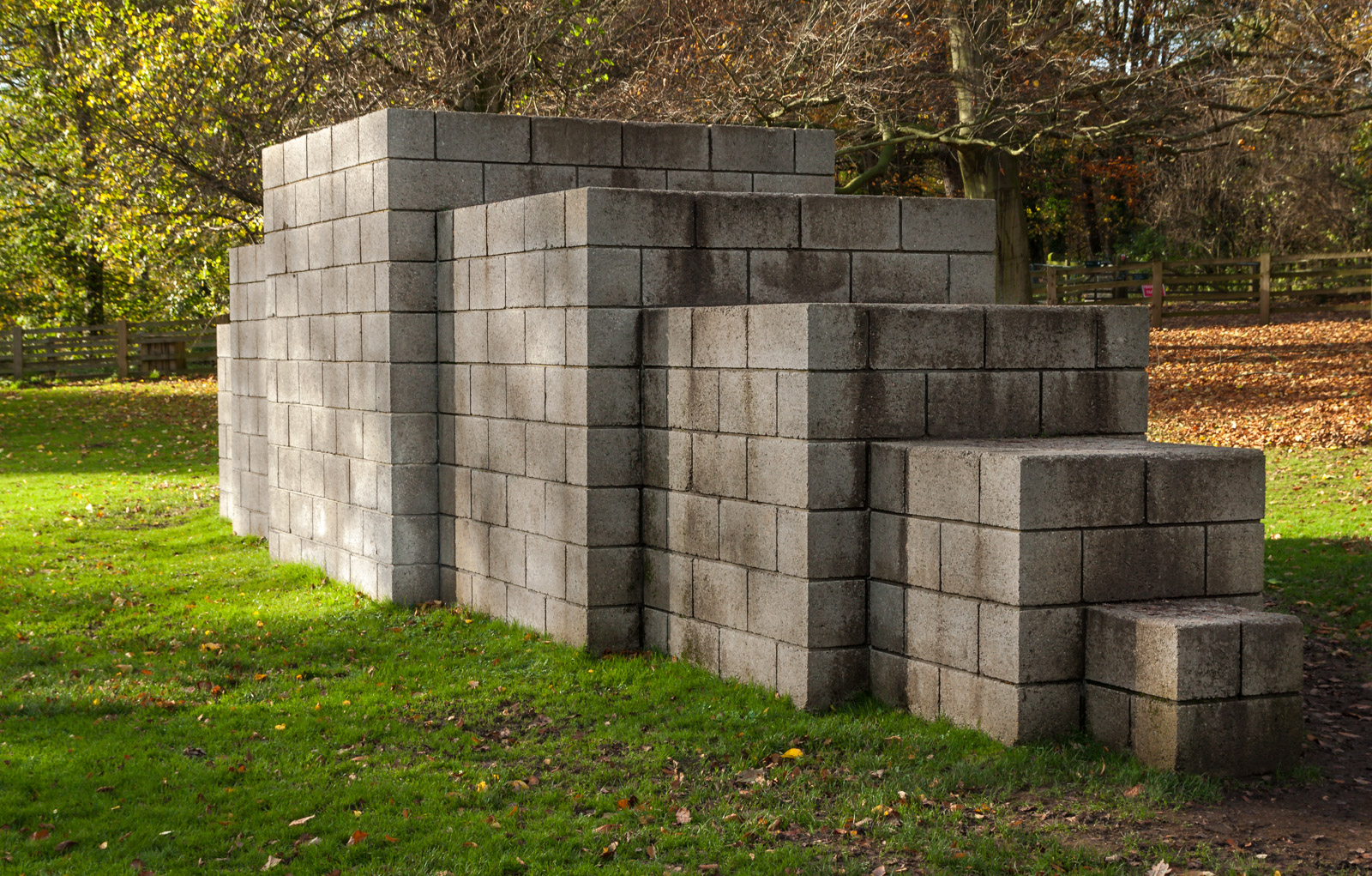
Yorkshire Sculpture Park

У 1965 році Левітт провів свою першу персональну виставку в галереї Daniels (Нью-Йорк), а наступного року — в галереї Dwan (Нью-Йорк), відбулася перша в серії персональних виставок. Брав участь в проектах концептуального мистецтва і лендарту.
Наприкінці 1960-х років ЛеВітт почав виставлятися в Нідерландах, «країні, яка виявилася формальною у своїй мистецькій еволюції». Саме тут ЛеВітт почав створювати свою роботу здалеку, шляхом письмових інструкцій.
Він жив і виставлявся у 1980-х роках в Італії, у Сполето він проживав з 1979 по 1989 рік. Тут він активно почав використовувати для розпису стін кольорові олівці, туш і фарби на заміну попередніх крейди та графітового олівця.

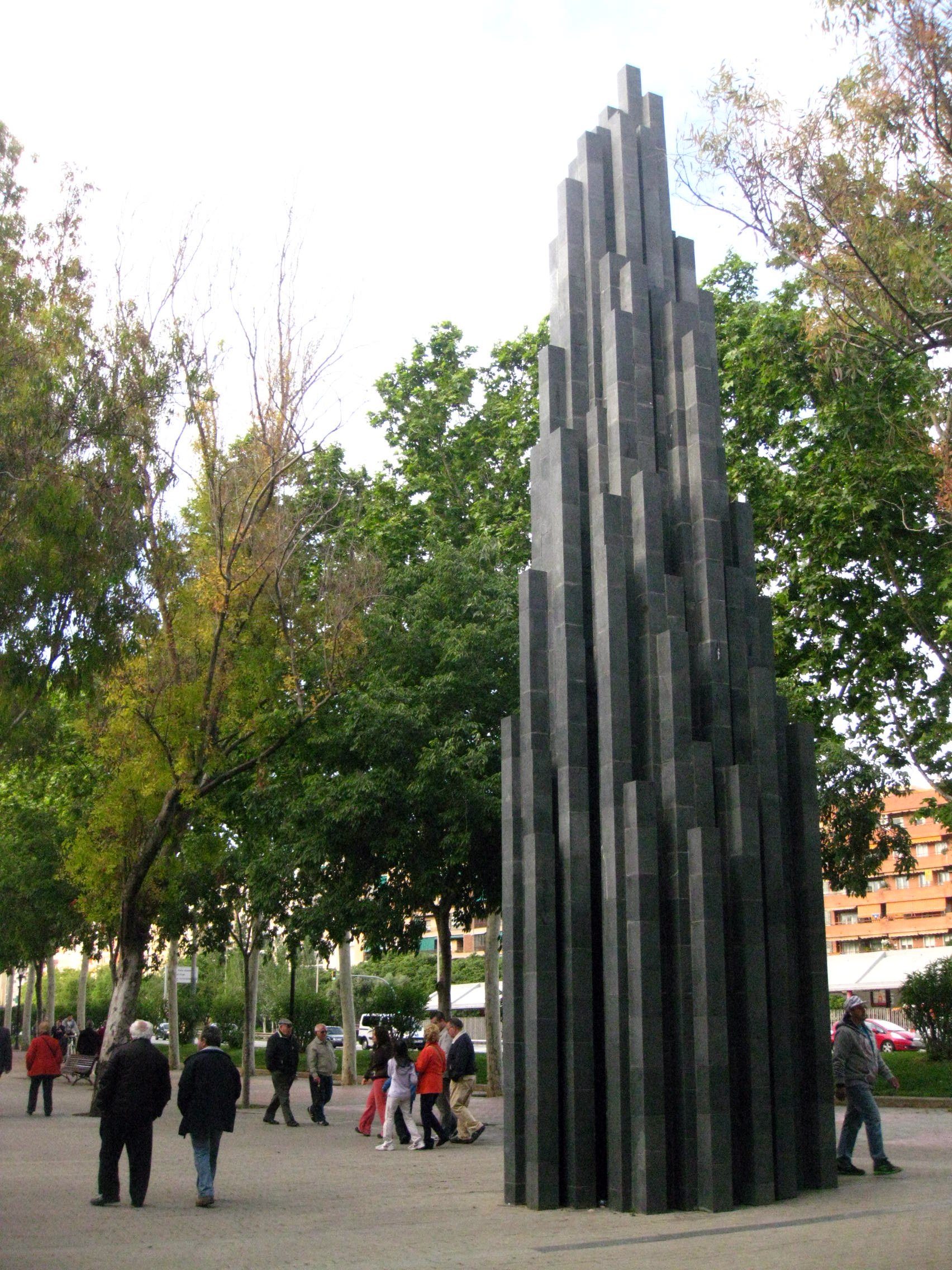

Після повернення до Сполучених Штатів наприкінці 1980-х ЛеВітт зробив Честер, штат Коннектикут, своєю основною резиденцією.
Виставки ЛеВітта відбувалися в 1990-х р.р. також в багатьох провідних музеях США та Європи.
У 2005 році ЛеВітт почав розробляти серію настінних малюнків. 
У 2007 році LeWitt задумав 9 веж — куб, складений із понад 1000 цеглин світлого кольору, розміром п’ять метрів з кожного боку. Він був встановлений у Kivik Art Center у Лілла Стеншувуд, Швеція, у 2014 році.
Помер в 2007 році в Нью-Йорку, після шестирічної боротьби з раком. Його дружина Керол Андроччо і дві дочки, Софія і Єва, пережили його.

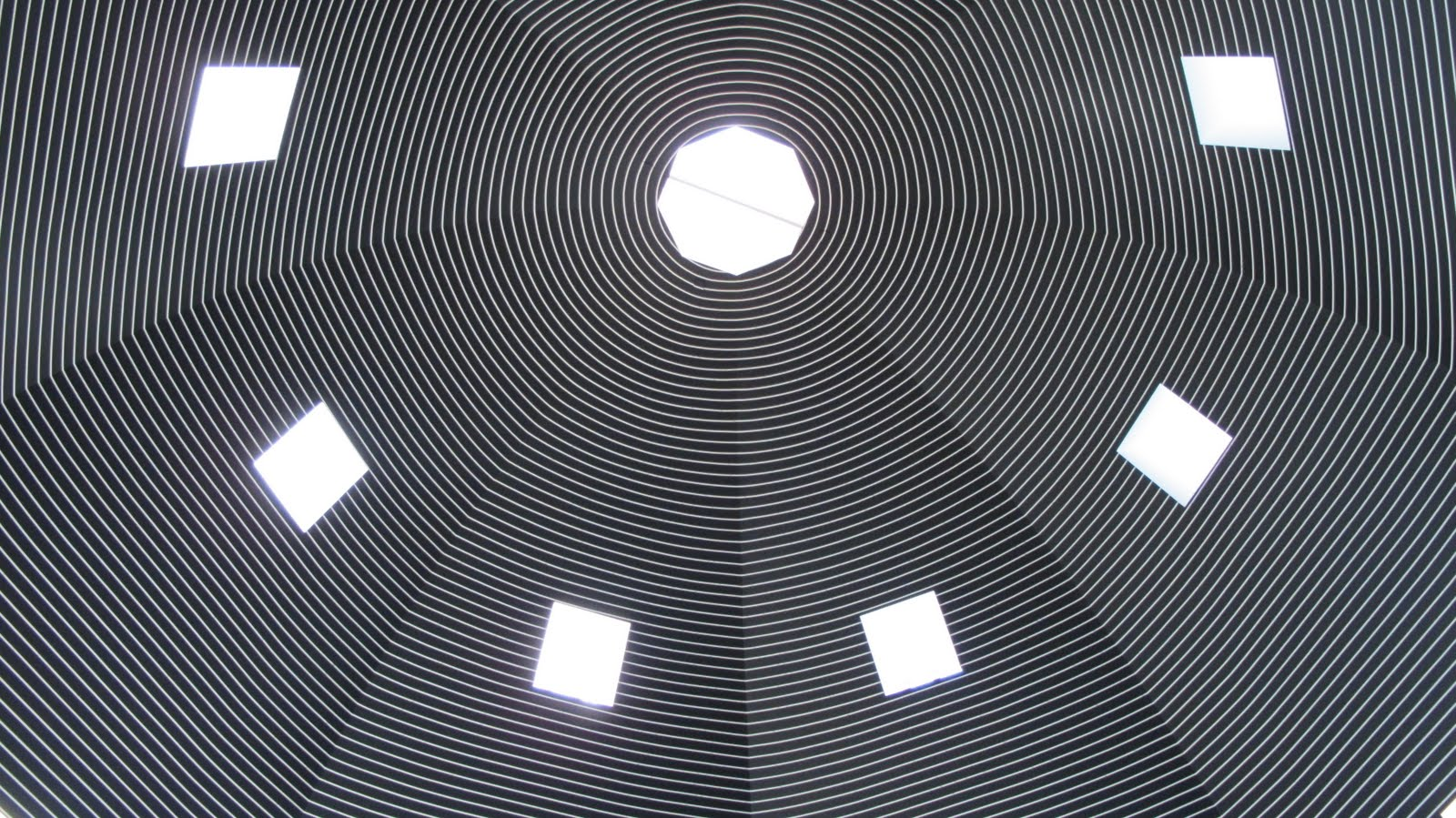
Музей Боннефантен — музей образотворчого мистецтва в Маастрихті, Нідерланди.

## Праці і виставки
- 1965 рік — Перша сольна експозиція[30] у нью-йоркській галереї Джона Деніелса.[29]
- середина 1960х — стаття ЛеВітта «Mallarmé and Serialist Thought», у якій аналізується форма мовлення Стефана Малларме та яка пізніше була адаптована ЛеВіттом для власної праці з концептуального мистецтва.[33]
- 1966 рік — відома нью-йоркська виставка «Primary Structures» в Єврейському музеї[31], на якій ЛеВітт представив скульптури, сформовані з "базової одиниці" - куба.
- 1967 рік — робота «Paragraphs on Conceptual Art» — маніфест концептуалістів, обґрунтування теорії концептуалізму, опублікована у журналі Artforum.[32]
- 1968 рік — Він був включений до виставки «Minimal Art» у Гаазькому муніципальному музеї.[30] Це був прецедент, коли європейський музей провів виставку мистецтва мінімалізму, на той момент нового американського руху, заснованого на використанні простих геометричних форм. [34]
- 1968 рік — ЛеВітт виготовив металевий куб, закопав його на території Нідерландів і описав потім весь процес зникнення.
- 1969 рік — виставка «When Attitude Becomes Form», в Kunsthalle (Берн, Швейцарія).[31]
- 1969 рік — робота з теорії концептуалізму «Sentences of Conceptual Art», яка є одним із найбільш цитованих[33] творів художників 1960-х років, десятиліття, коли застій модерністської критики спонукав дедалі більше практиків теоретизувати свою роботу.
- 1970 рік — персональна виставка у Гаазькому муніципальному музеї.[30]
- 1970 рік — створив кілька бюлетенів для галереї Art & Project.
- у 1975 році ЛеВітт мав персональну виставку в Stedelijk Museum Amsterdam.[30]
- у 1976 році розповсюдив першу серію робіт, заснованих на картах Амстердама, через Art & Project.[30]
- 1977 рік — включені роботи у Documentas 6.[31]
- 1978-1979 роки — Музей сучасного мистецтва в Нью-Йорку влаштував першу ретроспективу ЛеВітта.[31]
- 1982 рік — включені роботи у Documentas 7.[31]
- 1987 рік — представлені роботи на Skulptur Projekte в Мюнстері.[31]
- 1989 рік — представлені роботи на Стамбульській бієнале.[31]
- 1992 рік — виставка «Sol LeWitt Drawings 1958—1992», організована Gemeentemuseum, Нідерланди, яка потім подорожувала три роки по музеям Великої Британії, Німеччини, Франції, Іспанії, США.
- 1996 рік — Музей сучасного мистецтва в Нью-Йорку організував виставку «Sol LeWitt Prints: 1970—1995».
- 2000 рік — велика ретроспектива робіт Сола ЛеВітта організована Музеєм сучасного мистецтва Сан-Франциско.[31]
- Масштабна виставка під назвою «Сол Левітт: ретроспектива настінних малюнків» відкрилася в 2008 році, через рік після смерті художника. Роботи виконали 65 художників та студентів.[29]

## Творчість

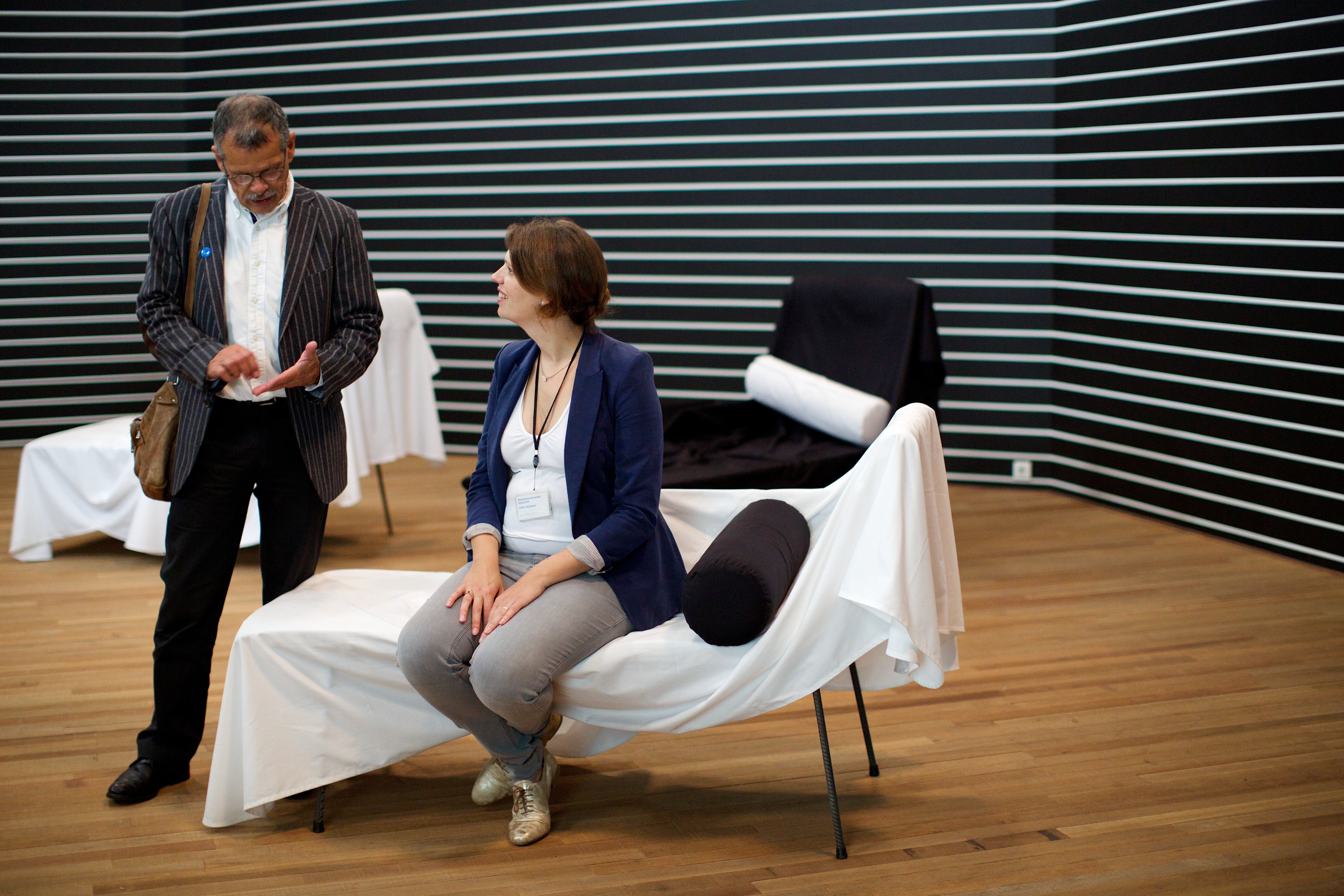
Музей Боннефантен — музей образотворчого мистецтва в Маастрихті, Нідерланди.

На ЛеВітта зробили сильний вплив російські авангардисти і конструктивісти. Можна сказати, що як художник, Сол ЛеВітт вийшов з «Чорного квадрата» українського радянського художника-авангардиста Казимира Малевича. Куб ЛеВітт називав своєю «базовою одиницею». Він то скорочує свої межі, то перетворюється в решітку, то множить куби, створюючи хаос. Художник експериментував з формою і кольорами об'єктів, працюючи з простими геометричними фігурами, переважно в монохромній техніці. 
На більш пізніх етапах творчості ЛеВітт створював скульптури і графічні серії, робив настінні розписи. Митець створив понад тисячу настінних розписів. Іноді ці роботи виконувались для певної виставки та знищувалися після її закінчення.

#### Конструкції

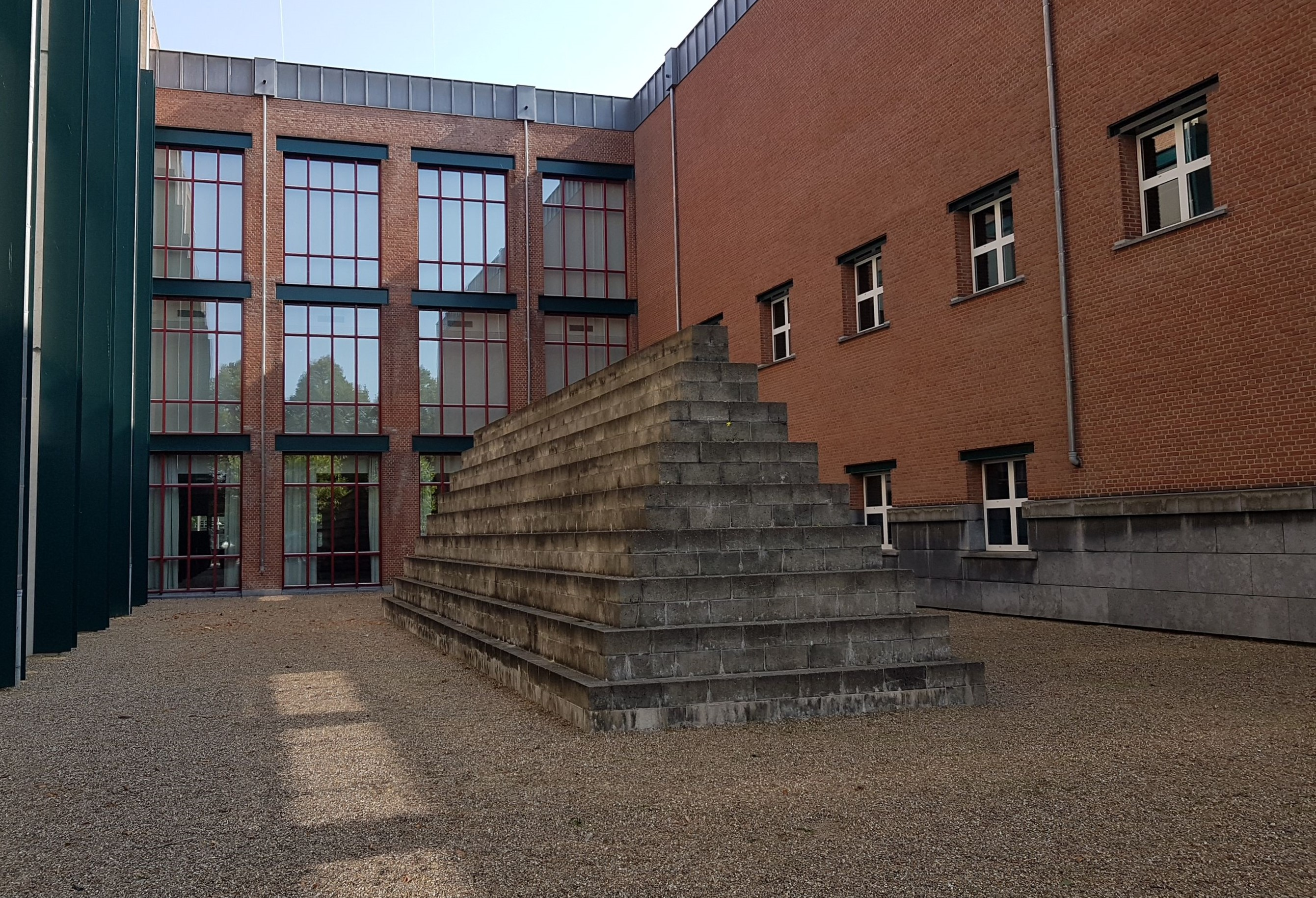
Довга піраміда, 1994

Спочатку він створював закриті дерев'яні предмети, лаковані вручну. Однак у середині 1960-х років він вирішив, що необхідно розкрити внутрішню структуру, залишивши лише скелетну форму. У 1969 році ЛеВітт почав створювати свої конструкції у великих масштабах, які часто виготовлялися з алюмінію або сталі. У 1980-х роках ЛеВітт почав створювати великі громадські споруди із складених шлакоблоків. Він почав працювати з бетоном у 1985 році, створюючи цементний «Куб» для парку в Базелі, Швейцарія. Починаючи з 1990 року, він створив кілька варіантів вежі з бетонних блоків для місць по всьому світу. Однією з останніх конструкцій Сола був проект 2007 року для «9 веж», які будуть побудовані в Швеції з понад 1000 цеглин світлого кольору.

#### Настінні малюнки
У 1968 році ЛеВітт почав розробляти вказівки та схеми для створення творів мистецтва, малюючи безпосередньо на стіні. Спочатку використовували графітний олівець, потім крейду, кольоровий олівець, а пізніше туш, акрилову фарбу та інші матеріали. Багато настінних малюнків ЛеВітта були виконані іншими людьми за його вказівками. ЛеВітт заявив, що настінні малюнки ніколи не бувають однаковими, оскільки кожен розуміє інструкції по-різному і малює лінії унікально. Навіть після його смерті, настінні малюнки ЛеВітта все ще створюються.
Характерним прикладом інструкцій Левітта щодо малювання стін є такий: «Намалюйте всі комбінації двох ліній, що перетинаються, розміщених у випадковому порядку, використовуючи дуги з кутів і сторін, прямі, не прямі та ламані лінії». Цей приклад взято з «Настінного малюнка №122», виконаного в Массачусетському технологічному інституті в Кембриджі.
Роботи художника знаходяться в найбільших збірках сучасного мистецтва.

## Вплив
Сол Левітт був однією з головних фігур свого часу; він трансформував процес створення мистецтва, ставлячи під сумнів фундаментальний зв’язок між ідеєю, суб’єктивністю митця та твором мистецтва.
Він залишив за собою зграю найвагоміших мистецтвознавців світу, які сперечалися про те, чи був він концептуалістом, чи мінімалістом, чи і тим, і іншим, у той час як він сам порушив власні правила за допомогою звивистих ліній, неправильних геометричних форм і навіть плям фарби.
Методи використання Левіттом ліній, форм, блоків та інших простих елементів зробили його ключовою фігурою в мінімалістичному мистецтві. Однак головною його спадщиною є його життєво важлива роль у розвитку концептуального мистецтва. Він вважав, що концепції та ідеї є сутністю мистецтва, а не кінцевим твором, який створюється. Він також наполягав на тому, що мистецтво не стосується чогось конкретного. Ці ідеї відрізняли Левітта від романтичної та емоційної творчості абстрактних експресіоністів.
Також він навів таке визначення концептуального мистецтва: «Коли художник вдається до концептуальної форми мистецтва, це означає, що все планування проводиться заздалегідь, всі рішення приймаються заздалегідь, і виконання відбувається формально, поверхово, неглибоко... мета художника, що займається концептуальним мистецтвом, - зробити свою роботу інтелектуально цікавою для глядача, і при цьому не зачіпати його душу». 
Левітт робив речі, які характеризуються повторами і перестановками. У 1967 він приступив до розробки настінних розписів зі стандартних прямих ліній, які робила команда малярів. Репетиція, нескінченне повторення однієї і тієї самої форми було частиною художнього процесу 60-х. Роботи Енді Воргола, Річарда Серри, Сола Левітта — всі засновані на дуплікації тем, на перетворенні творчого методу на сучасний, майже фабричний.

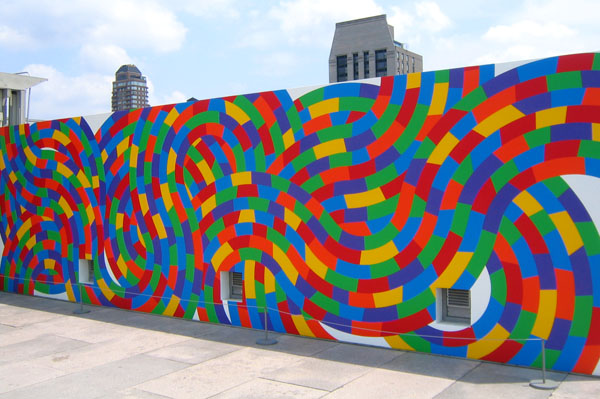

Левітт підкреслював також, що хоча «те, як виглядає робота, не так вже й важливо», визначити масштаб, розташування і розмір твору все-таки слід. Що насправді важливо, так це донести ідею: «Концептуальне мистецтво добре тільки тоді, коли хороша ідея». 
Сол Левітт ввів також термін «економія» щодо концептуального мистецтва: «Ідею, яка краще виражається в двох вимірах, не слід висловлювати в трьох. Ідеї можуть виражатися числами, фотографіями, словами і ще як-небудь — так, як заманеться художнику, оскільки форма не має значення».
Художник стверджував, що тільки завершений твір може бути прочитаним.

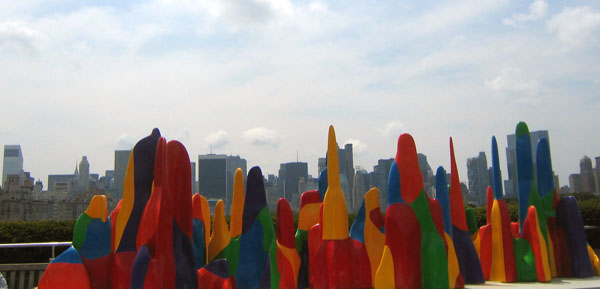

## Цитати
- Ідея стає машиною, яка створює мистецтво.[29]
- Жодна з форм нічим не перевершує інші, тому художник може використовувати будь-яку форму — від словесного вираження (записаного або висловленого) до фізичного об’єкта. Всі ідеї є мистецтвом, якщо вони пов’язані з мистецтвом і підпадають під норми мистецтва.[37]

## Цікаві факти
- Усі 1960-ті він дружив з мисткинею Євою Гессе, і дружба ця будувалася на постійному діалозі двох майстрів. Разом вони переживали всі соціальні потрясіння епохи і зміни у світі мистецтва. З відходом абстрактного експресіонізму обидва художники стали переймати досвід поп-арту. Гессе перейшла до скульптури, а Левітт почав створювати свої мінімалістські структури. Знаменитий лист Левітта до Гессе, в якому він підтримує подругу і колегу, з’явився в результаті вагань і сумнівів Єви щодо місця жінки в мистецтві:[36]

| Дорога Єво! Навчися іноді говорити світу „котися під три чорти!“. У тебе є на це право. Просто перестань думати, турбуватися, озиратися на всі боки, міркувати, сумніватися, боятися, страждати, сподіватися на простий вихід, боротися, хапатися, збиватися з пантелику, дратуватися, відмовлятися, бурмотіти, почуватися ніяково, бурчати, соромитися, спотикатися, дивуватися, скаржитися, ризикувати, метатися, червоніти, метушитися, спотикатися, висиджувати яйця, стогнати, голосити, нарікати, просити, брехати, сваритися через дрібниці, чіплятися до дрібниць, ссати тонкою цівкою, пхати носа, задирати дупу, витріщати очі, вказувати пальцем, довго чекати, ходити короткими кроками, підлабузнюватися, шукати, виділятися, бруднитися, морочити, морочити себе. Перестань і просто роби! |
| |

- Своє покликання він знайшов, працюючи в книжковому магазині Музею сучасного мистецтва, де серед інших співробітників було багато художників-початківців, у тому числі Флавін.[28]
- Його рекорд на аукціоні в 749 000 доларів був встановлений у 2014 році за його гуаш на картоні Wavy Brushstroke (1995) на Sotheby's , Нью-Йорк.
- Працюючи в архітектора Пея, він звернув увагу на те, що архітектори створювали проекти, які виконували будівельники, і їх все ще вважали митцями. У той же час він часто дозволяв своїм співробітникам розважатися своїми власними варіаціями шаблону, чого не дозволив би жоден архітектор.[28] Там він почав розвивати свою ідею про те, що мистецтво — це концепція чи план створення, а не обов’язково закінчена робота, тобто фізичну роботу може виконувати хтось інший, а не художник.[29]
- В дитинстві ЛеВітт виявляв талант до створення гумористичних малюнків.[29]
- Хоча він хотів пропустити коледж, Сол пішов на компроміс зі своєю матір’ю та вступив до Сіракузського університету. [29]
- З початку 1960-х років він і його дружина зібрали колекцію з майже 9000 творів мистецтва шляхом купівлі, торгівлі з іншими художниками та дилерами або як подарунки.
- Під час навчання в коледжі він отримав нагороду в 1000 доларів за свою роботу над створенням літографій. Грант допоміг профінансувати поїздку до Європи в 1949 році, де Левітт вивчав роботи старих майстрів.[29]
- Після переїзду до Сполето, Італія наприкінці 1970-х років, Левітт почав створювати настінні малюнки олівцями та іншими яскравими кольоровими матеріалами. Він приписав цю зміну своєму контакту з італійськими фресками.[29]